# Órix-da-arábia
O Órix-da-arábia (Oryx leucoryx) é um antílope encontrado na península da Arábia. É um bovídeo, e o menor membro do género Oryx, nativo das áreas desérticas e estepes da Península Arábica. O Órix árabe foi extinto na natureza no início da década de 1970, mas foi salvo em zoológicos e em reservas particulares, e reintroduzido na natureza a partir de 1980.
Em 1986, os Órix da Arábia foram classificados ameaçados na Lista Vermelha da IUCN e, em 2011, foi o primeiro animal a voltar ao status vulneráveis depois de anteriormente ter sido listado como extinto na natureza. Figura presentemente no I. CITES Apêndice I. Em 2011, as populações foram estimadas em mais de mil indivíduos na natureza e 6 mil a 7 mil em cativeiro em todo o mundo.
Um Órix do Qatar chamado "Orry" foi escolhido como mascote oficial dos Jogos Asiáticos de 2006 em Doha, e é representado nas caudas de aviões pertencentes à companhia aérea Qatar Airways. O Órix é também o animal nacional de Omã.